# Georg Moritz Ebers
Pour les articles homonymes, voir Moritz.
Georg Moritz Ebers (1er mars 1837 à Berlin - 7 août 1898 à Tutzing) est un égyptologue prussien.
On lui doit, outre l'édition du papyrus auquel il donna son nom, plusieurs ouvrages scientifiques ainsi que des romans historiques dont le cadre est l'Égypte antique.

## Biographie
Ebers étudie d'abord le droit à l'université de Göttingen, où il rejoint le Corps Saxonia Göttingen Très vite, il s'intéresse de plus en plus à l'Égypte antique.

## Publications
- Eine Aegyptische Koenigstochter (Une princesse égyptienne)
- Kleopatra (Cléopâtre)
- Uarda